# Менахем бар-Хельбо
Раввин Менахем бар-Хельбо (ивр. מנחם בר חלבו‎) — французский библейский комментатор XI века, основатель северофранцузской экзегетической школы, привлёкшей много учеников, из которых известен его племянник, раввин Иосиф Кара. Толкования Менахема сохранились лишь в пересказе: Раши (XI век) цитирует его со слов Иосифа Кара.

## Биография
О жизни Менахема сохранилось мало сведений. Остаётся неясным именование «бар Хелбо». Его племянник и ученик, раввин Иосиф бен-Симон Кара, называет Менахема сыном рабби Хелбо (др.-евр. ר׳ מנחם בר חלבו‬). Он также цитирует своего дядю под именем Менахема Кара.
Менахем провёл большую часть своей жизни в Северной Франции, где его школа привлекла много учеников. В школе, отказавшись от гомилетического толкования текста, стремились к уяснению буквального смысла Св. Писания и заботились исключительно об исследовании слов Библии, объясняя их в простом смысле, чуждом всякого символизирования и агадического толкования.
Его толкования к Библии, собранные им или ближайшими учениками под названием «פתדונים» (Ответы) и сохранившиеся лишь в цитатах и в сочинениях северофранцузских комментаторов, выгодно отличаются трезвым и разумным методом, сочетающимся с наивной простотой. В своих толкованиях Менахем часто пользуется Таргумом, Талмудом и Мидрашим

## Исследования
Впоследствии имя Менахема было забыто. Л. Цунц первым указал на значение Менахема (1823).
С. Д. Луццатто использовал толкования Менахема, сохранившиеся в комментарии Иосифа Кара к Иову (1843).
Л. Дукес собрал толкования Менахема (1844). Гейгер дополнил собрание Л. Дукеса в своём издании «Parschandata» (1856), А. Вольф также значительно дополнил собрание Дукеса (1871).
Наиболее полное собрание библейских комментариев Менахема принадлежит С. Познанскому.